# Alpheopsis shearmii
Alpheopsis shearmii is een garnalensoort uit de familie van de Alpheidae. De wetenschappelijke naam van de soort is voor het eerst geldig gepubliceerd in 1899 door Alcock & Anderson.